# Giornata mondiale della gioventù 1993
La VIII Giornata mondiale della gioventù ha avuto luogo dal 10 al 15 agosto 1993 a Denver, negli Stati Uniti. Dopo Częstochowa, la GMG tornava quindi fuori dell'Europa, svolgendosi per la prima volta in Nord America.

## L'Annuncio della scelta di Denver
Come da prassi il tema venne annunciato al termine della GMG precedente, a Częstochowa il 15 agosto del 1991.

## Il programma delle Giornate
L'evento si svolse nell'ambito del sessantesimo viaggio apostolico del papa, il quale prima di Denver fece tappa in Giamaica e in Messico. Il viaggio durò in tutto dal 9 al 16 agosto 1993.
Nel programma fu inserita anche una via Crucis in mezzo ai grattacieli; la veglia e la messa finale si svolsero invece all'interno dello Cherry Creek State Park, presso la città di Aurora, a circa quindici chilometri dal centro di Denver.
Ai vari eventi svoltisi nei cinque giorni di calendario parteciparono un numero di giovani compreso tra il mezzo milione e il milione, provenienti da cento nazioni diverse.

## L'inno
L'inno della Giornata mondiale di Denver si intitola "One body"

## Santi Patroni
I principali patroni della GMG del 1993 sono stati:
| Immagine | Nome                        |
| -------- | --------------------------- |
|          | Maria Santissima Immacolata |
|          | Don Bosco                   |
|          | San Giovanni evangelista    |